# Eleccions generals de Guinea Equatorial de 2022
|  | Per les eleccions presidencials que es van celebrar el mateix dia, vegeu les eleccions presidencials de Guinea Equatorial de 2022. |

Les eleccions generals es van celebrar a Guinea Equatorial el 20 de novembre de 2022 per a elegir els diputats i senadors del país. Al principi, les eleccions al Parlament estaven previstes per a novembre de 2022 i les presidencials per a 2023. No obstant això, el setembre de 2022 el Parlament va aprovar una proposta per a fusionar les eleccions a causa de les limitacions econòmiques pels costos de l'organització dels comicis.
El 26 de novembre de 2022, el govern va anunciar que el partit del president Obiang el PDGE i els seus aliats de la Coalició Democràtica es van fer amb la totalitat dels càrrecs electes. El bloc oficialista va obtenir els 55 escons del Senat, els 100 escons de la Cambra dels Diputats i els 588 escons municipals. La CPDS i el PCSD no van aconseguir elegir cap escó.
El partit opositor Convergència per a la Democràcia Social va considerar les eleccions com una «farsa», juntament amb la Unió Europea, l'administració estatunidenca de Biden i el principal partit governant d'Espanya Partit Socialista Obrer Espanyol. En canvi, la missió d'observadors electorals de la Unió Africana considerar que les eleccions van complir les «normes internacionals» i no es van detectar «irregularitats tangibles».